# Le Breuil (Marne)
Pour les articles homonymes, voir Le Breuil.
Le Breuil est une commune française, située dans le département de la Marne en région Grand Est.

## Géographie

### Localisation
Le Breuil se trouve à l'ouest du département de la Marne, en région Grand Est, à la limite avec le département de l'Aisne et la région Hauts-de-France. La commune appartient à la région agricole de la Brie champenoise et se trouve dans la vallée du Surmelin.
Le territoire du Breuil, d'une superficie de 1 601 hectares, a la forme d'un rectangle orienté nord-est/sud-ouest, mesurant 5 km de longueur sur 4 km de largeur.
Par la route, Le Breuil se situe à 60 km de Châlons-en-Champagne, préfecture, à 29 km d'Épernay, sous-préfecture, et à 17 km de Dormans, bureau centralisateur du canton de Dormans-Paysages de Champagne dont dépend Le Breuil depuis 2015. La commune fait en outre partie du bassin de vie de Dormans.
Le Breuil est limitrophe de 4 communes :
|                                                       | Vallées-en-Champagne (Cne deléguée de La Chapelle-Monthodon) | Igny-Comblizy        |
| Vallées-en-Champagne (Cne deléguée de Baulne-en-Brie) | Breuil                                                       | La Ville-sous-Orbais |
|                                                       | Verdon                                                       |                      |

### Géologie et relief
Sur son territoire, l'altitude varie de 93 à 251 mètres.
Le relief est marqué par la vallée du Surmelin, qui traverse la commune d'est en ouest et où l'altitude descend sous les 110 voire 100 mètre (à l'ouest de la commune). De part et d'autre de la vallée, l'altitude s'élève jusqu'à 231 mètres au sud et plus de 250 mètres au nord, à la Butte des Glands.
La vallée du Surmelin s'encaisse profondément dans le plateau briard, avec des versants rive droite exposés au sud, favorables à la vigne.

### Hydrographie
La commune est dans la région hydrographique « la Seine de sa source au confluent de l'Oise (exclu) » au sein du bassin Seine-Normandie. Elle est drainée par le Surmelin, la rivière Fond du Paradis, le cours d'eau 01 de Brocheron, le cours d'eau 01 des Hautes Salles, le cours d'eau 02 du Mesnil et le Fossé 01 des Fables,.
Le Surmelin, d'une longueur de 41 km, prend sa source dans la commune de Loisy-en-Brie et se jette dans la Marne à Chartèves, après avoir traversé 17 communes. 
Un plan d'eau complète le réseau hydrographique : l'étang de Meilleray (4,3 ha),.

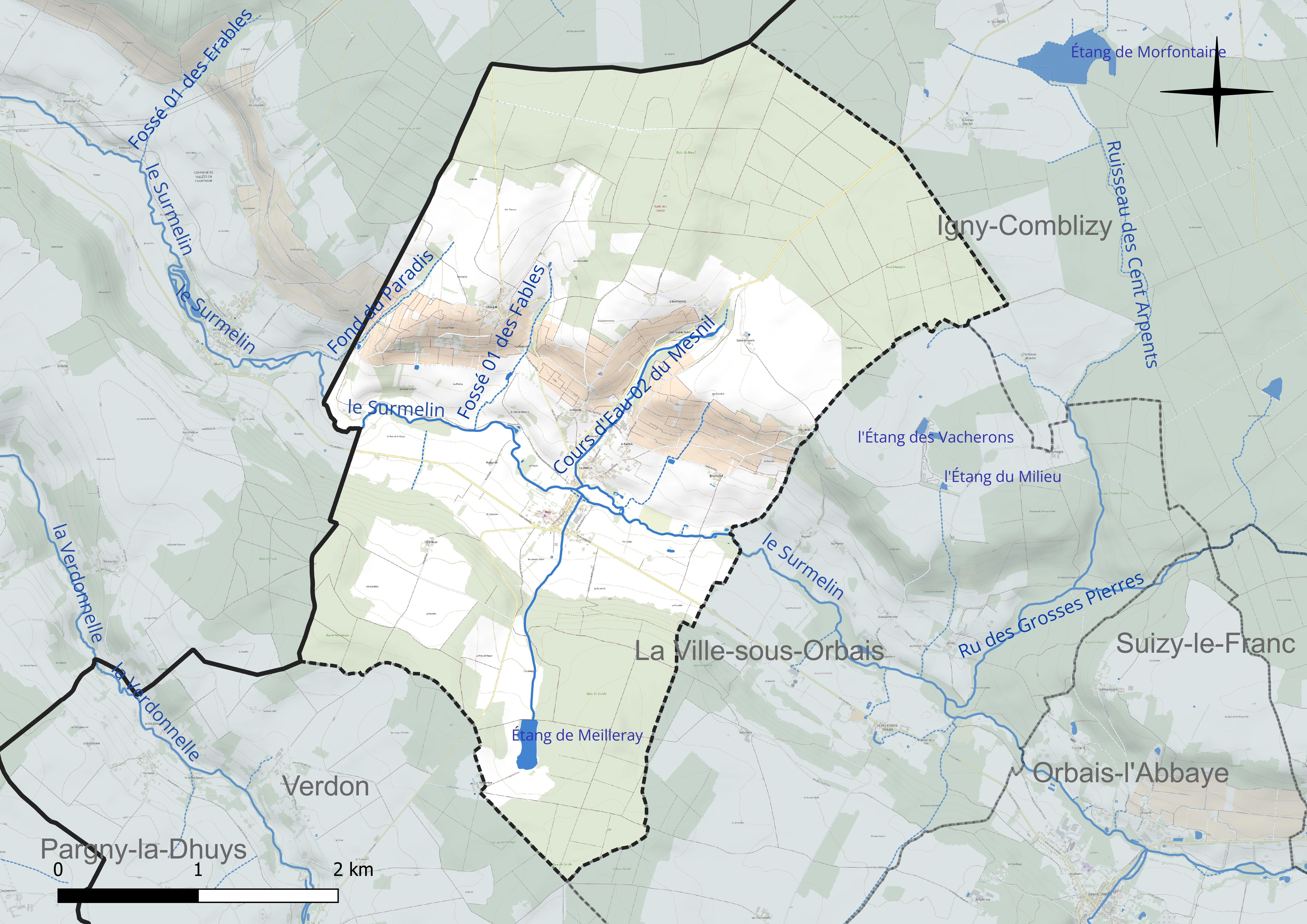
Réseau hydrographique du Breuil.

### Climat
Pour des articles plus généraux, voir Climat du Grand Est et Climat de la Marne.
En 2010, le climat de la commune est de type climat océanique dégradé des plaines du Centre et du Nord, selon une étude du Centre national de la recherche scientifique s'appuyant sur une série de données couvrant la période 1971-2000. En 2020, Météo-France publie une typologie des climats de la France métropolitaine dans laquelle la commune est exposée à un climat océanique altéré et est dans la région climatique  Nord-est du bassin Parisien, caractérisée par un ensoleillement médiocre, une pluviométrie moyenne régulièrement répartie au cours de l’année et un hiver froid (3 °C). 
Pour la période 1971-2000, la température annuelle moyenne est de 10,4 °C, avec une amplitude thermique annuelle de 15,3 °C. Le cumul annuel moyen de précipitations est de 751 mm, avec 11,7 jours de précipitations en janvier et 7,9 jours en juillet. Pour la période 1991-2020, la température moyenne annuelle observée sur la station météorologique de Météo-France la plus proche, « Blesmes », sur la commune de Blesmes à 16 km à vol d'oiseau, est de 10,6 °C et le cumul annuel moyen de précipitations est de 713,0 mm. 
La température maximale relevée sur cette station est de 40,3 °C, atteinte le 25 juillet 2019 ; la température minimale est de −15,3 °C, atteinte le 12 janvier 1987,,. 
Les paramètres climatiques de la commune ont été estimés pour le milieu du siècle (2041-2070) selon différents scénarios d'émission de gaz à effet de serre à partir des nouvelles projections climatiques de référence DRIAS-2020. Ils sont consultables sur un site dédié publié par Météo-France en novembre 2022.

## Urbanisme

### Typologie
Au 1er janvier 2024, Le Breuil est catégorisée commune rurale à habitat dispersé, selon la nouvelle grille communale de densité à sept niveaux définie par l'Insee en 2022.
Elle est située hors unité urbaine et hors attraction des villes,.

### Occupation des sols
L'occupation des sols de la commune, telle qu'elle ressort de la base de données européenne d’occupation biophysique des sols Corine Land Cover (CLC), est marquée par l'importance des territoires agricoles (50,6 % en 2018), une proportion identique à celle de 1990 (50,6 %). La répartition détaillée en 2018 est la suivante : 
forêts (46,9 %), terres arables (29,4 %), cultures permanentes (11,1 %), prairies (7,7 %), zones urbanisées (2,5 %), zones agricoles hétérogènes (2,5 %). L'évolution de l’occupation des sols de la commune et de ses infrastructures peut être observée sur les différentes représentations cartographiques du territoire : la carte de Cassini (XVIIIe siècle), la carte d'état-major (1820-1866) et les cartes ou photos aériennes de l'IGN pour la période actuelle (1950 à aujourd'hui).
En 1988, les terres y occupent 350 ha, les prés 320, le vignoble 99 et les bois 672. 

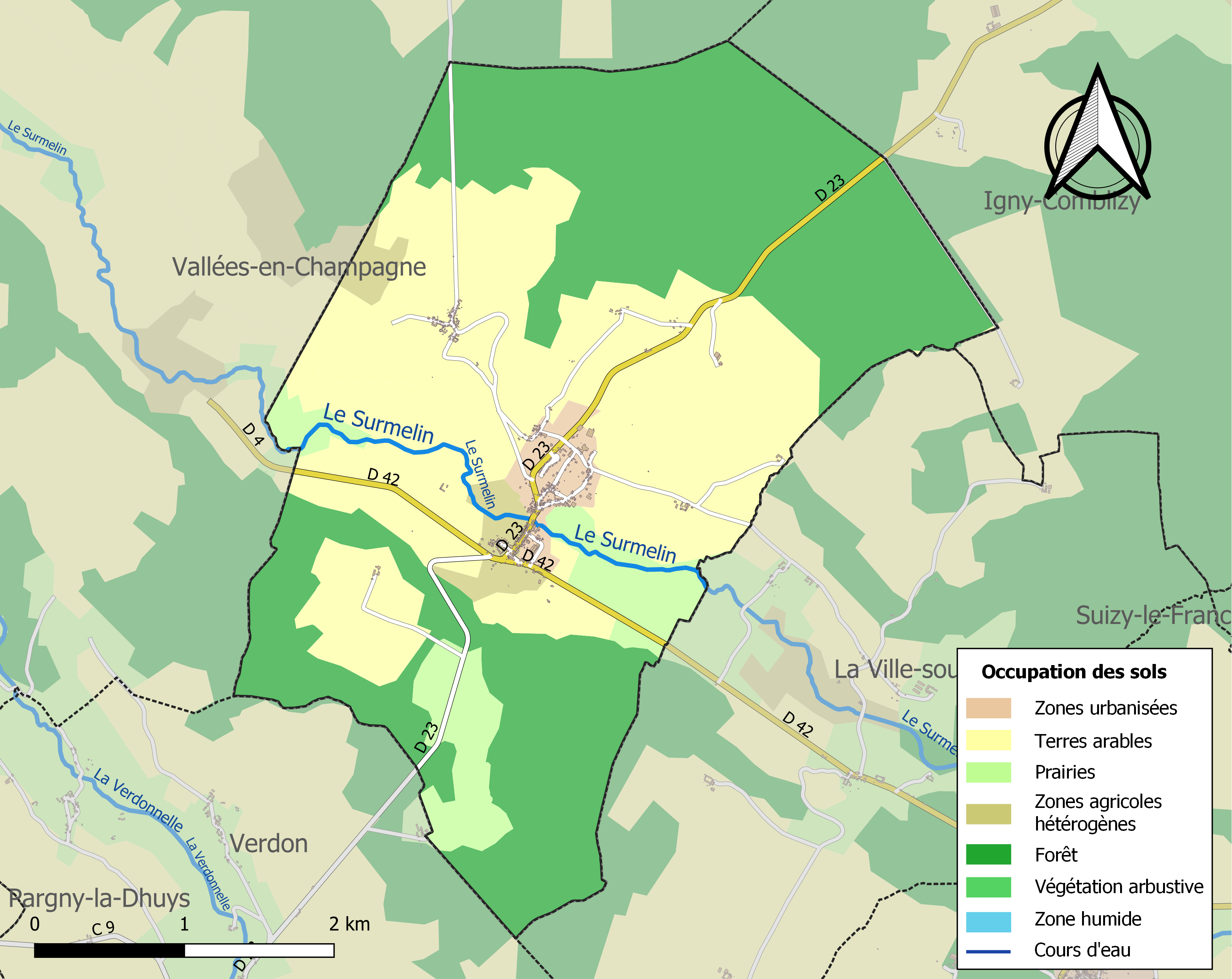
Carte des infrastructures et de l'occupation des sols de la commune en 2018 (CLC).

### Lieux-dits, hameaux et écarts
Au village du Breuil proprement dit s'ajoute une douzaine de hameaux ou fermes ; le principal hameau étant l'Huis, au nord-ouest du Breuil
Juste au nord du village se trouvent le Moncet, le Mesnil et le Bordet. Plus au nord, davantage en altitude, s'élèvent les hameaux de la Brochetterie, les Luyas, la Ravenne et Saint-Germain. À l'ouest du village, on trouve Molignon et l'Ermitage. À l'est, Brocheron.

## Toponymie
Brogillum, Brolium, Brueium, Bruelii villa sont les formes anciennes, dérivées du gaulois brogilos qui désigne un petit bois enclos.

## Histoire

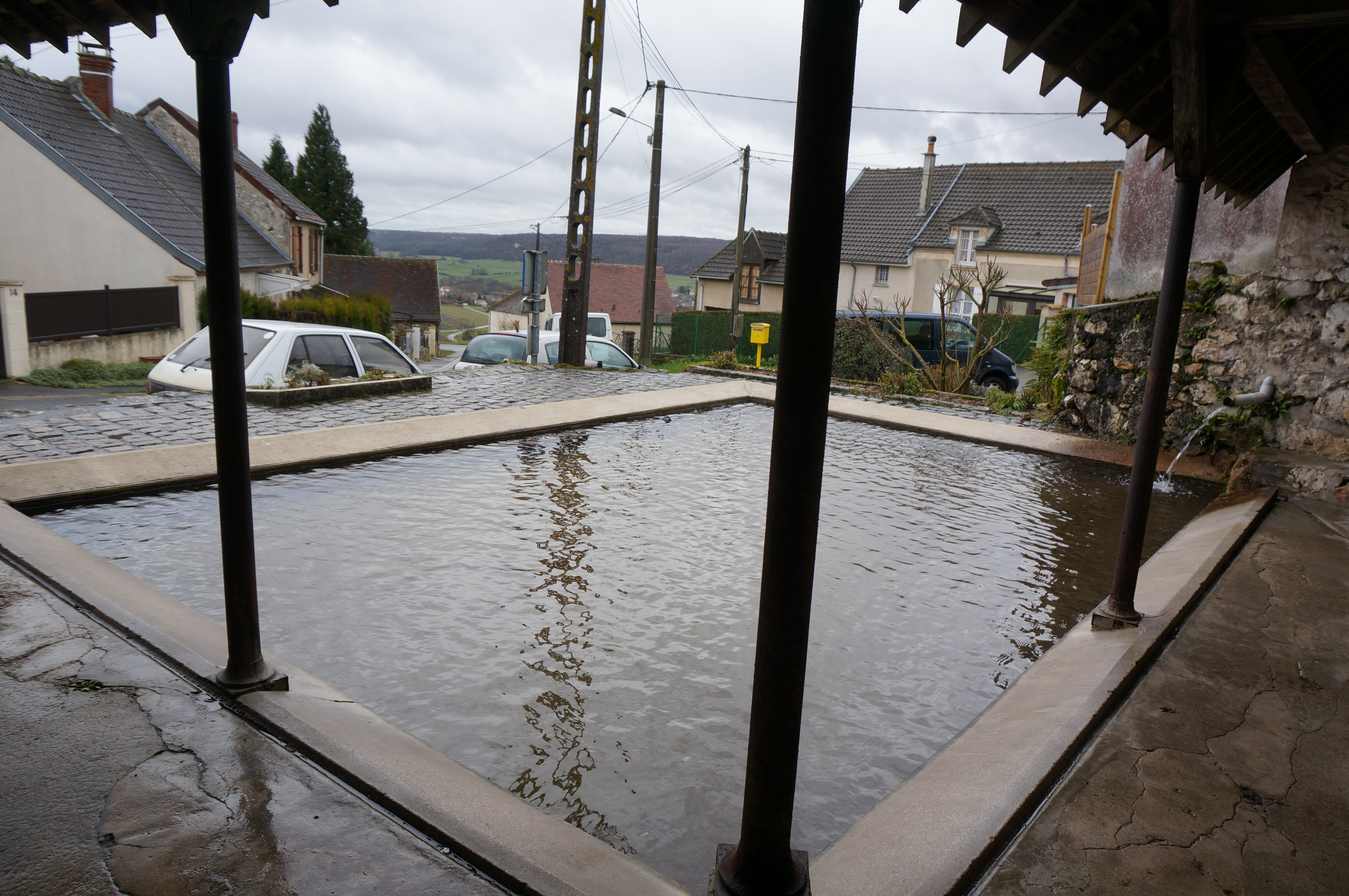
Fontaine à l'Huis et vue vers Le Breuil.

Le Breuil est située dans la vallée du Surmelin qui fut occupée par les Gaulois avant la conquête romaine. C'est probablement l'eau qui attira ses habitants.
Dès le IXe siècle, il est vraisemblable que la région était pourvue d'industries, sous l'impulsion de l'abbaye bénédictine d'Orbais qui apporta les premiers éléments de civilisation, d'agriculture et d'industrie, y installait un prieuré au hameau-Saint-Germain.
La vallée fut ravagée, vers 937, par les Hongrois qui s'emparèrent d'Orbais.
Au cours des XIIe et XIIe siècles, les moulins à blé étaient en pleine prospérité. Les siècles suivants apportèrent les malheurs et l'industrie déclina. Le Breuil eut, du XIIIe au XVIIe siècle, deux moulins à blé, une scierie mécanique de planches, un moulin à tan, un moulin à huile, une foulerie de drap, deux forges à acier.
Au XVIe siècle, le cadre géographique est le même, avec ses collines verdoyantes et boisées. Partout, des champs de céréales, du blé, de l'avoine, des pâtures, mais pas encore de vignes. Par contre, la forêt est plus importante.
Tout en haut, Saint-Germain : c'est un prieuré qui comprend une chapelle, une maison, un jardin et une dizaine d'arpents de terres. Il ne relève pas du seigneur du Breuil mais directement du roi et de l'abbaye d'Orbais.
La grande rue traverse le village et de nombreuses chaumières s'entassent en désordre sur les bords. Le long de la rivière ronronne un moulin travaille toute l'année : il est également la propriété de l'abbaye d'Orbais. La prestation que doit fournir le seigneur de du Breuil à l'abbé d'Orbais est fixée annuellement à 116 boisseaux de blé et à 116 boisseaux d'avoine.
La masse imposante du château domine la vallée : il se dressait à la place de la mairie actuelle. Il s'étendait, paraît-il, jusqu'à la rivière et son entrée se trouvait près du pont actuel. À cette époque, le seigneur du Breuil est le chef de la famille de Gomer, en provenance du Nord de la France et son ancienneté paraît remonter aux croisades.
Avant la Révolution Française, le village dépendait de la coutume de Vitry et du présidial de Château-Thierry.

## Politique et administration
| Période                                  | Période                       | Identité           | Étiquette | Qualité                                                                                        |
| ---------------------------------------- | ----------------------------- | ------------------ | --------- | ---------------------------------------------------------------------------------------------- |
| Les données manquantes sont à compléter. |                               |                    |           |                                                                                                |
| avant 1981                               |                               | Jean Moutardier    |           |                                                                                                |
| avant 1995                               | 1995                          | Serge Coyard       | DVD       |                                                                                                |
| 1995                                     | 2008                          | Christian Bourgain |           |                                                                                                |
| 2008                                     | 2014                          | Alain Coyard       |           |                                                                                                |
| 2014                                     | En cours (au 2 décembre 2020) | Didier Dépit       |           | Vice-président de la CC des Paysages de la Champagne (2017 → ) Réélu pour le mandat 2020-2026, |

## Équipements et services publics

### Eau et déchets
L'approvisionnement en eau potable et l'assainissement des eaux usées sont des compétences de la communauté de communes des Paysages de la Champagne. La commune du Breuil est alimentée en eau potable par les sources des Hautes Salles, sur son territoire. La production et la distribution d'eau potable font l'objet d'une délégation de service public confiée à Suez jusqu'en 2029. L'assainissement y est non collectif et assuré en régie par la communauté de communes.
La communauté de communes est également compétente en matière de déchets. La collecte des ordures ménagères résiduelles et des déchets recyclables est réalisée en porte à porte. La communauté de commune adhérant au syndicat de valorisation des ordures ménagères de la Marne (SYVALOM), ces déchets sont amenés au centre de transfert départemental de Pierry puis valorisés sur le site de La Veuve. La collecte du verre et des textiles se fait en apport volontaire. La communauté de communes met par ailleurs six déchèteries à disposition de ses habitants, accessibles après création d'une carte d'accès : à Châtillon-sur-Marne, Damery-Venteuil, Fèrebrianges, Mareuil-le-Port, Montmort-Lucy et Trélou-sur-Marne.

### Enseignement
Le Breuil fait partie de l'académie de Reims.
La commune du Breuil est en regroupement pédagogique avec les communes voisines d'Igny-Comblizy et de Nesle-le-Repons. L'école primaire d'Igny-Comblizy, située rue Jules Ferry, accueille 43 élèves (chiffres 2024-2025) de la maternelle au CE2. L'école élémentaire du Breuil, installée place Saint Martin, accueille 17 élèves (chiffres 2024-2025) de CM1 et CM2.
Les jeunes du Breuil sont ensuite rattachés au collège de Condé-en-Brie, dans l'Aisne.

### Postes et télécommunications
Plusieurs boîtes aux lettres de La Poste se trouvent sur le territoire de la commune : place Saint Martin (Le Breuil), rue du Vieux Moulin (Le Breuil), résidence du Mesnil (Le Mesnil), route du Montcet (Le Moncet), rue de la Blatrerie (Le Bordet) et rue des Gais Coteaux (L'Huis).
Le bureau de poste le plus proche est l'agence postale communale d'Orbais-l'Abbaye, à environ 5 km du Breuil. La commune partage toutefois son code postal (51210) avec le bureau de poste de Montmirail, à environ 13 km.

### Justice, sécurité et secours
Du point de vue judiciaire, Le Breuil relève du conseil de prud'hommes d'Épernay, du tribunal de commerce de Reims, du tribunal judiciaire, du tribunal paritaire des baux ruraux et du tribunal pour enfants de Châlons-en-Champagne, dans le ressort de la cour d'appel de Reims. Pour le contentieux administratif, la commune dépend du tribunal administratif de Châlons-en-Champagne et de la cour administrative d'appel de Nancy.
Le Breuil est située en secteur Gendarmerie nationale et dépend de la brigade de Dormans.
En matière d'incendie et de secours, les centres d'incendie et de secours les plus proches sont ceux de Montmort-Lucy, Dormans et Montmirail, dépendant du Service départemental d'incendie et de secours (SDIS) de la Marne.

## Population et société

### Démographie
De 515 habitants au début du XIXe siècle, la population s'élève à 745 en 1851, puis diminue jusqu'en 1891, date à laquelle elle remonte légèrement à un peu plus de 600 âmes. Elles décroît rapidement ensuite pour s'établir à 341 habitants en 2006.
L'évolution du nombre d'habitants est connue à travers les recensements de la population effectués dans la commune depuis 1793. Pour les communes de moins de 10 000 habitants, une enquête de recensement portant sur toute la population est réalisée tous les cinq ans, les populations de référence des années intermédiaires étant quant à elles estimées par interpolation ou extrapolation. Pour la commune, le premier recensement exhaustif entrant dans le cadre du nouveau dispositif a été réalisé en 2004.

En 2022, la commune comptait 377 habitants, en évolution de −3,58 % par rapport à 2016 (Marne : −1,19 %, France hors Mayotte : +2,11 %).
| 1793 | 1800 | 1806 | 1821 | 1831 | 1836 | 1841 | 1846 | 1851 |
| ---- | ---- | ---- | ---- | ---- | ---- | ---- | ---- | ---- |
| 420  | 443  | 515  | 508  | 649  | 647  | 698  | 730  | 745  |

| 1856 | 1861 | 1866 | 1872 | 1876 | 1881 | 1886 | 1891 | 1896 |
| ---- | ---- | ---- | ---- | ---- | ---- | ---- | ---- | ---- |
| 616  | 592  | 576  | 574  | 560  | 545  | 551  | 589  | 590  |

| 1901 | 1906 | 1911 | 1921 | 1926 | 1931 | 1936 | 1946 | 1954 |
| ---- | ---- | ---- | ---- | ---- | ---- | ---- | ---- | ---- |
| 604  | 569  | 492  | 426  | 441  | 424  | 444  | 348  | 373  |

| 1962 | 1968 | 1975 | 1982 | 1990 | 1999 | 2004 | 2006 | 2009 |
| ---- | ---- | ---- | ---- | ---- | ---- | ---- | ---- | ---- |
| 364  | 351  | 312  | 284  | 327  | 341  | 350  | 341  | 400  |

| 2014 | 2019 | 2022 | - | - | - | - | - | - |
| ---- | ---- | ---- | - | - | - | - | - | - |
| 397  | 378  | 377  | - | - | - | - | - | - |

### Cultes
Pour le culte catholique, Le Breuil dépend de la paroisse Saint-Alpin - Le Surmelin, au sein du diocèse de Châlons-en-Champagne.

### Médias
La presse écrite régionale comprend le quotidien L'Union et l'hebdomadaire L'Hebdo du vendredi.
Parmi les stations de radio locales, il est possible de citer Ici Champagne-Ardenne et Champagne FM.

## Économie
Le vignoble fut aux siècles passés l'originalité de cette commune de la Brie des Etangs. En 1773, on y cultivait 60 arpents de vignes. À l'établissement du cadastre, vers 1840, 42 ha. En 1929, 35 ha. Les habitants installés « hors 20 lieues » exigées par l'édit royal du XVIIIe siècle, demeurèrent fidèles à la viticulture, même après qu'eut disparu le commerce des vins de Brie pour Paris.
« Ils produisaient un vin léger, faible de corps et de bouquet, mais d'une fraîcheur et d'une saveur agréables », qui pouvait s'expédier aisément par voie d'eau ou de terre jusqu'à la capitale. En 1988, le village comptait huit récoltants-manipulants.

## Culture locale et patrimoine

### Lieux et monuments

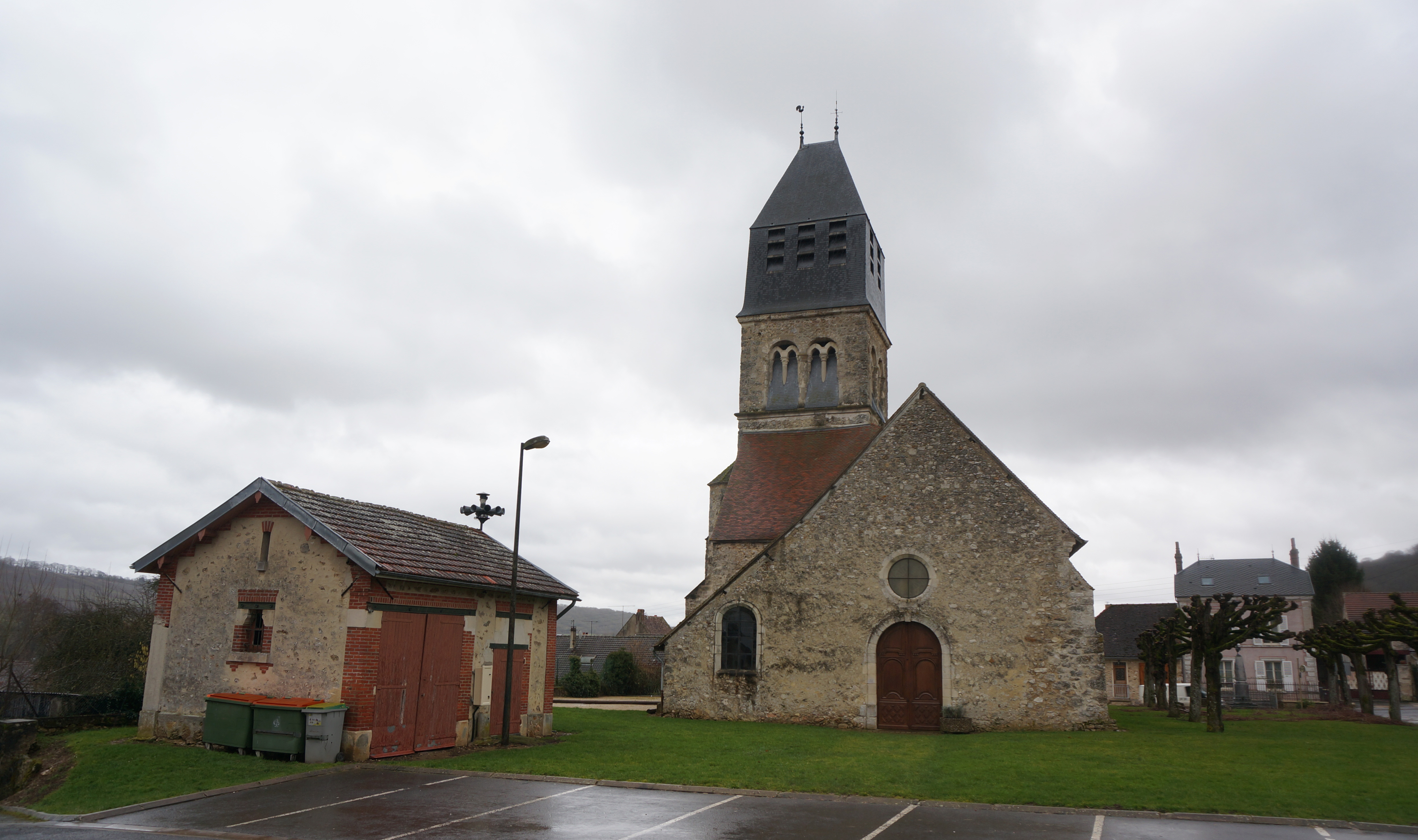
L'église.

- Le tombeau de Christophe de Gomer[47] peut être vu dans l'église. Son tombeau a été restauré dans les années 1980 et inscrit sur l'inventaire des objets mobiliers classés monuments historiques.

### Personnalités liées à la commune
- François Flameng, peintre officiel des armées, dont les nombreux croquis et dessins des combats qui eurent lieu ici pendant la Grande Guerre, parurent dans la revue L'Illustration.